# Waldemar Kober
Hermann Hans Waldemar Kober (* 14. Dezember 1898 in Berlin; † 3. Oktober 1955 in Hamburg) war ein deutscher Ingenieur und Konteradmiral (Ing.) der Kriegsmarine.

## Leben
Waldemar Kober trat 1916 in die Kaiserliche Marine ein und war in der Reichsmarine 1930 als Diplomingenieur und Kapitänleutnant des Marineingenieurwesens (Beförderung am 1. April 1929) auf der Karlsruhe. 1931 war er auf der Leipzig.
Als Leitender Ingenieur und Korvettenkapitän (Ing.) war er von Anfang November 1935 mit der Indienststellung des Schiffes bis Ende Mai 1937 auf der Nürnberg.
Von Januar 1939 bis November 1939 war er Ingenieurreferent im OKM und kam dann bis März 1940 als Verbandsingenieur zum Befehlshaber der Panzerschiffe. Kober wurde am 1. April 1940 u. a. gemeinsam mit Julius Heimberg zum Kapitän zur See (Ing.) befördert. Von März 1940 bis Dezember 1940 war er Verbandsingenieur beim Befehlshaber der Aufklärungsstreitkräfte, ab August 1940 Befehlshaber der Kreuzer. Von Januar 1941 bis Februar 1943 war er Chef der Abteilung K IV A im OKM und war dann bis Juni 1943 Chef des Marinewaffen- und Ausrüstungsbetrieb (Maureb) Libau, bevor er bis November 1943 Marineverbindungsoffizier (MVO) zum Ministerium Speer kommandiert.
Von November 1943 bis Dezember 1944 war er als Nachfolger von Herbert Goehle Oberwerftdirektor der Kriegsmarinewerft La Pallice. Am 1. Dezember 1944 erfolgte seine Beförderung zum Konteradmiral (Ing.). Im Kriegstagebuch der Seekriegsleitung heißt es am 5. Dezember 1944:

„Ob.d.M. wünscht Rückführung Admiral(Jng.) Kober für Sonderkommando. MOK West hat entsprechende Weisung an Adm. Atl. Küste weitergeleitet mit Bemerken, daß Ersatz durch bisherigen Chef des Stabes möglich ist und Ersuchen zu melden, ob Adm. Kober freigegeben werden kann.“

Am 15. Dezember 1944 wurde er mit einem Versorgungsflugzeug von La Rochelle aus nach Deutschland geflogen. Von Anfang Januar 1945 bis Kriegsende war er dann Leiter der Amtsgruppe K IV Fertige Schiffe und Werften im Amt Kriegsschiffbau des OKM. Im Juli 1947 wurde er aus der Kriegsgefangenschaft entlassen.